# Ochotnicza Straż Pożarna w Krościenku nad Dunajcem

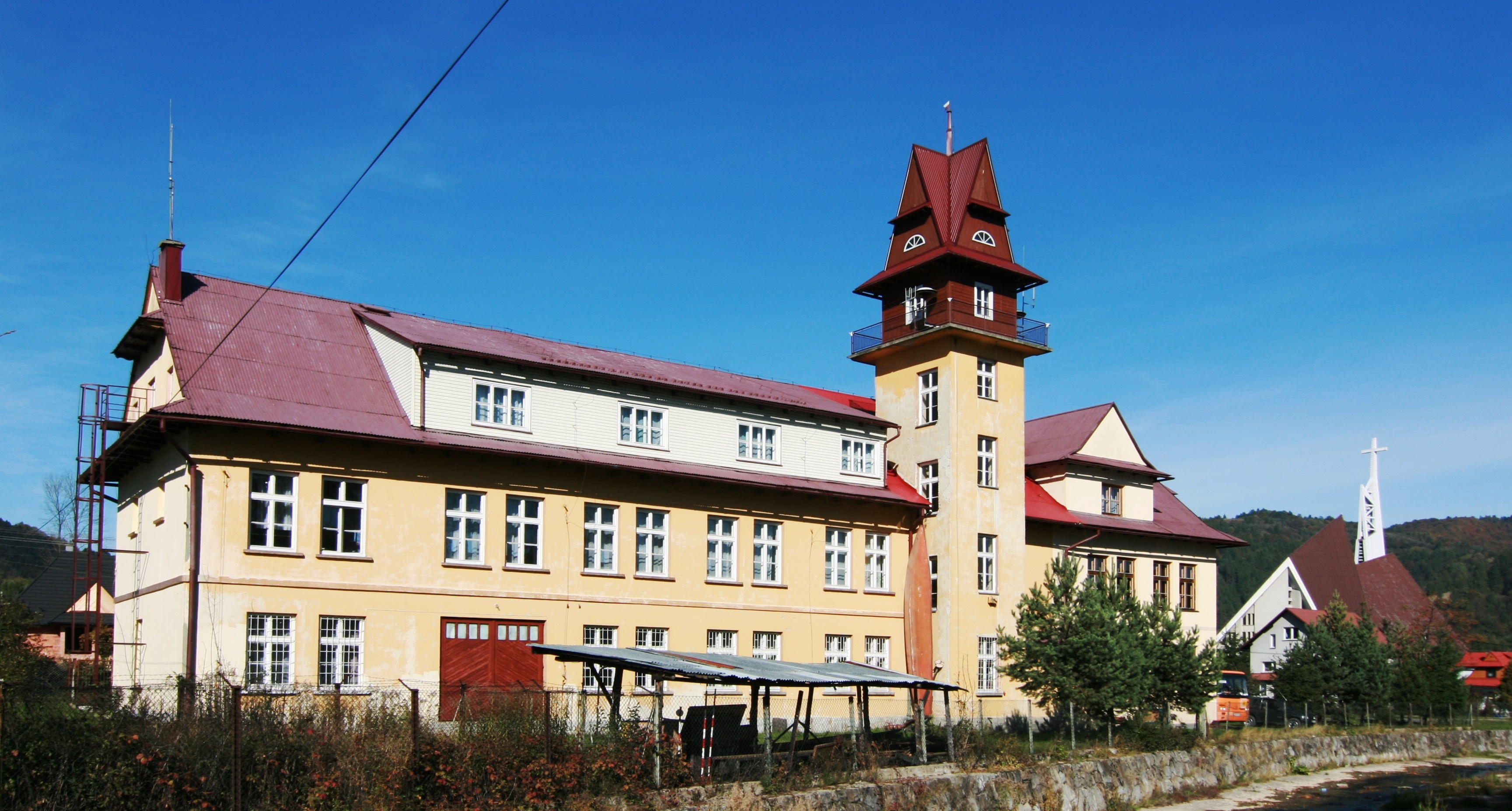
Widok na remizę od południa, przez Krośnicę. W głębi po prawej widoczna od tyłu bryła i wieża kościoła Chrystusa Dobrego Pasterza

Ochotnicza Straż Pożarna w Krościenku nad Dunajcem – jednostka OSP, powstała w 1884 roku, na terenie Krościenka nad Dunajcem. Jedna z najstarszych jednostek na Podhalu. Zrzeszona w KSRG.

## Historia
Pierwszym naczelnikiem krościeńskiej Straży Ogniowej Ochotniczej był Jan Kordecki. Jej nazwę zmieniono w 1926 roku na Ochotniczą Straż Pożarną, a w 1928 roku przyjęto ją do Związku Straży Rzeczypospolitej Polskiej.
W 1934 roku straż wyposażono w pierwszą nowoczesną motopompę Polmopomp Druhna M-200 o wydajności 200 l/minutę (dziś pompę tę można oglądać w świetlicy OSP). Pierwszy samochód (star 20 GM-8) straż otrzymała w 1956 roku od Komendy Wojewódzkiej w Krakowie.
W 1958 roku oddano do użytku nowy, obecny budynek remizy przy ul. Kościuszki 1. W 1965 roku powołano młodzieżową drużynę pożarniczą.
W 1991 roku OSP została wyposażona w używany samochód pożarniczy jelcz 315 (GCBA 6/32).
Decyzją Komendanta Głównego PSP nadbryg. Feliksa Deli z 23 lutego 1995 roku OSP w Krościenku została włączona do Krajowego Systemu Ratowniczo-Gaśniczego jako jedna z trzech na terenie powiatu nowotarskiego.
11 grudnia 1999 roku OSP pozyskała 2 nowe samochody bojowe, a w 2003 roku z pomocą Urzędu Gminy zakupiono nowy samochód ratownictwa technicznego fiat ducato (SLRT).

## Stan dzisiejszy

### Kategoryzacja
W 2013 roku OSP w Krościenku jest Jednostką Operacyjno-Techniczną I kategorii (zdolną m.in. do podjęcia w ciągu 5 minut działań ratowniczych w czasie katastrof, wypadków i awarii technicznych, szczególnie komunikacyjnych, w sile plutonu z własnym obszarem chronionym obejmującym teren powiatu).

### Stan liczebny
Według stanu na 31 grudnia 2012 roku OSP liczy 64 członków czynnych oraz 27 członków honorowych, jednostka posiada młodzieżową drużynę pożarniczą. W OSP Krościenko działa orkiestra dęta założona w 1924 roku.

### Wyposażenie
OSP w Krościenku jest jednostką typu S-3 i posiada na wyposażeniu m.in.:
- samochód pożarniczy typu GCBA marki scania, na wyposażeniu od 2010 roku
- samochód pożarniczy typu GCBA marki jelcz (jelcz 004), od 1981 roku
- samochód pożarniczy typu GBA marki star, model 244 (jelcz 005), od 1985 roku
- samochód pożarniczy typu SOP marki ford maverick,
- samochód ratownictwa technicznego typu SLRT marki fiat ducato, od 2002 roku
- przyczepa pożarnicza oświetleniowa, od 1983 roku
- przyczepa do przewozu sprzętu pożarniczego, od 1980 roku
- 10 motopomp (w tym: PO5 – 2 sztuki, M-400 – 1 sztuka, Niagara – 2 sztuki oraz Jumbode P-25, P-26 – 3 sztuki).